# Amos Casselman
Amos Burr Casselman (Canton, 14 novembre 1850 – Washington, 30 novembre 1929) è stato un arciere statunitense.
Partecipò alle gare di tiro con l'arco ai Giochi olimpici di Saint Louis 1904, in cui giunse sedicesimo nella gara di doppio Americano.